# فهد بن عبد الرحمن الشميمري
فهد عبد الرحمن ناصر الشميمري رجل أعمال وكاتب سعودي، ومؤسس شبكة المجد الفضائية ذات التوجه الإسلامي ورئيسها لمدة عشر سنوات.

## سيرته
ولد عام 1390 هـ الموافق 1970م في مكة المكرمة، وتخرج من جامعة الملك سعود بالرياض بكالوريوس تخصص الحاسب الآلي عام 1992م، وقام بتأسيس مجموعة المجد التجارية بالمشاركة، ولها استثمارات متعددة مثل أسواق المجد بالرياض 1997م، عمل عضو مجلس إدارة وشريك في العديد من الشركات في قطاعات الاتصالات والإعلام والاستثمار العقاري. عمل الشميمري في مهنة التعليم لمدة سنة واحدة في تدريس مادة الحاسب الآلي لطلاب المرحلة الثانوية بالرياض، ثم تولى مهمة الأمين العام للهيئة الإسلامية العالمية للإعلام التابعة لرابطة العالم الإسلامي في الفترة من 2003 إلى 2005م.

## قنوات المجد
أنتج الشميمري العديد من البرامج التلفزيونية معداً ومخرجاً قبل أن يدخل مجال صناعة الإعلام. قام بتأسيس باقة قنوات المجد الفضائية وكان رئيساً لمجلس الإدارة ورئيساً تنفيذياً لمدة عشر سنوات، وفي فترة رئاسته أسس  قناة المجد الفضائية وراديو دال للأطفال وقناة المجد للأطفال وقناة المجد للقرآن الكريم وقناة المجد العلمية وقناة المجد الوثائقية وقناة الخدمة الإخبارية وقناة المجد للحديث النبوي وقناة المجد الطبيعية وقناة بسمة  وقناة فكر وألعب وقناة روضة. قام الشميمري ببيع حصته بالكامل في مشروع قنوات المجد الفضائية في عام 2009م. وفي نفس العام بلغ عدد مشتركي القنوات ربع مليون مشترك.